# Jacques Aubuchon
Pour les articles homonymes, voir Aubuchon.
Jacques Aubuchon (né le 30 octobre 1924 à Fitchburg dans le Massachusetts et mort le 28 décembre 1991 dans le quartier de Woodland Hills à Los Angeles ) est un acteur américain. 

## Biographie
Jacques Aubuchon, qui a grandi à Fitchburg, Massachusetts, était le fils d'Arthur et Flora Aubuchon.
Sa maîtrise du français lui a permis d'être interprète durant la Seconde Guerre mondiale avec l'équipe du Centre des transmissions des Forces françaises.

## Filmographie partielle

### Cinéma
- 1953 : Mon grand de Robert Wise : August Hempel
- 1953 : Tempête sous la mer de Robert D. Webb : Demetrios Sofotes
- 1954 : Operation Manhunt (en) de Jack Alexander : Volov
- 1954 : Le Calice d'argent de Victor Saville : Néron
- 1956 : Énigme policière (The Scarlet Hour) de Michael Curtiz : Fat Boy
- 1957 : Trafic à La Havane de Richard Wilson : Miguel Collada
- 1957 : The Way to the Gold de Robert D. Webb : Clem Williams
- 1957 : Terreur dans la vallée de Roy Rowland : Sam Winscott
- 1957 : À deux pas de l'enfer de James Cagney : Bahrwell
- 1958 : Thunder Road de Arthur Ripley : Carl Kogan
- 1959 : Quelle vie de chien ! de Charles Barton : Stefano
- 1961 : Twenty Plus Two (pt) de Joseph M. Newman : Jacques Pleschette
- 1964 : La mariée a du chien (titre original : Wild and Wonderful) de Michael Anderson : Papa Ponchon, le père de Giselle
- 1965 : McHale's Navy Joins the Air Force (en) de Edward Montagne (en) : Dimitri
- 1969 : The Love God ? (en) de Nat Hiken : Carter Fenton
- 1972 : The Hoax de Robert Anderson : Chef Belkins
- 1989 : Mergers & Acquisitions de Remi Aubuchon (en) : Un sans-abri

### Télévision

#### Séries télévisées
- 1950 : Lux Video Theatre (en) : A Child Is Born (saison 1 épisode 13) : Prefect
- 1952 : Robert Montgomery Presents (en) : Candles for Theresa (saison 3 épisode 31)
- 1952 : Suspense : Monsieur Vidocq (saison 5 épisode 5) : Monsieur Henri
- 1953 : Mister Peepers (en) : saison 1 épisode 21 : Candy Clerk
- 1953 : The Goldbergs : Simon's Maid and Butler : François
- 1953 : Man Against Crime (en) : Ferry Boat (saison 4 épisode 16) : Fat Man
- 1953 : Man Against Crime (en) : The Missing Cadet (saison 4 épisode 43) : Augie
- 1953 : Man Against Crime (en) : Petite Larceny (saison 5 épisode 11) : Santa
- 1953 : Studio One : The Trial of John Peter Zenger (saison 5 épisode 16) : Gouverneur Cosby
- 1954 : Robert Montgomery Presents (en) : The Patriot from Antibes (saison 5 épisode 41) : Bertier
- 1954 : Robert Montgomery Presents (en) : Great Expectations: Part 1 (saison 5 épisode 42) : Magwitch
- 1954 : Robert Montgomery Presents (en) : Great Expectations: Part 2 (saison 5 épisode 43) : Magwitch
- 1954 : Suspense : Conversation at an Inn (saison 6 épisode 42)
- 1954 : You Are There (en) : The Sacrifice of Mahatma Gandhi (saison 2 épisode 22)
- 1955 : NBC Television Opera Theatre (en) : The Would-Be Gentleman
- 1955 : Producers' Showcase (en) : Cyrano de Bergerac (saison 2 épisode 2) : Ragueneau
- 1955 : Crusader : Air Express to Freedom (saison 1 épisode 7) : Walter Cloud
- 1955 : Les Espions (I Spy) : Baby Spy (saison 1 épisode 10)
- 1956 : Dr. Hudson's Secret Journal (en) : The Grogan Story
- 1956 : Studio One : Johnny August (saison 8 épisode 18) : Sebastian
- 1956 : Studio One : A Favor for Sam (saison 8 épisode 25) : Garrow
- 1956 : Armstrong Circle Theatre : Five Who Shook the Mighty (saison 6 épisode 13) : Inspecteur
- 1956 : Star Stage (en) : The Man in the Black Robe (saison 1 épisode 37)
- 1956 : Sheriff of Cochise (en) : Permanent Residence (saison 1 épisode 3)
- 1956 : You Are There (en) : Mr. Christian Seizes the Bounty (April 28, 1789) (saison 5 épisode 5) : Captain Bligh
- 1956 : The Adventures of Hiram Holliday (en) : Wrong Rembrandt (saison 1 épisode 10) : Carlos
- 1956 : Telephone Time (en) : Fortunatus (saison 2 épisode 12) : Jules Brullier
- 1956 : Gunsmoke : The Guitar (saison 1 épisode 35) : Short
- 1956 : Gunsmoke : The Round Up (saison 2 épisode 4) : Torp
- 1957 : Lux Video Theatre (en) : Paris Calling (saison 7 épisode 35) : Captain Schwabe
- 1957 : The Walter Winchell File (en) : Country Boy (saison 1 épisode 1) : Detective Harry Manzak
- 1957 : M Squad : Family Portrait (saison 1 épisode 13) : Sam Hinder
- 1958 : The Restless Gun (en) : Strange Family in Town (saison 1 épisode 18) : Johann Hoffman
- 1958 : Zane Grey theater (en) : License to Kill (saison 2 épisode 18) : Mayor Danforth
- 1958 : Meet McGraw : The Long Aloha (saison 1 épisode 37) : Le lieutenant de police
- 1958 : Trackdown : The Witness (saison 1 épisode 16) : Payette
- 1958 : Trackdown : The House (saison 1 épisode 23) : Ben Steele
- 1958 : Westinghouse Desilu Playhouse : Song of Bernadette (saison 1 épisode 1) : Mayor
- 1958 : Behind Closed Doors (en) : The Cape Canaveral Story (Saison 1 épisode 1) : Charlie Meyers
- 1958 : Behind Closed Doors (en) : Trouble in Test Cell 19 (Saison 1 épisode 5) : Shulnik
- 1958 : Northwest Passage (en) : The Assassin (Saison 1 épisode 10) : Lieutenant Joseph Sarat
- 1958 : Monsieur et Madame détective : The Human Bomb (saison 2 épisode 6) : Leonard Rankin
- 1959 : Special Agent 7 : The Longshoreman (saison 1 épisode 3) : Jim
- 1959 : Bat Masterson : River Boat (saison 1 épisode 19) : King Henry
- 1959 : Au nom de la loi : L'Affaire Kovack (The Kovack Affair) (saison 1 épisode 30) : Peter Kovack
- 1959 : The Third Man : The Indispensible Man (saison 1 épisode 13) : Vassili Gourievidis
- 1959 : Markham (en) : Mutation (saison 1 épisode 23) : Inspecteur Landres
- 1959 : The Lineup (en) : Death of a Puppet (saison 6 épisode 4)
- 1959 : The Real McCoys (en) : The Marriage Broker (saison 3 épisode 15) : Sam Hartman
- 1959 : Have Gun - Will Travel : Incident at Borrasca Bend (saison 2 épisode 27) : Judge Wesson
- 1959 : Rawhide : Incident at Spanish Rock (saison 2 épisode 12) : Juan Carroyo
- 1959 : Perry Mason : The Case of the Spanish Cross (saison 2 épisode 28) : Felix Karr
- 1960 : Law of the Plainsman (en) : The Comet (saison 1 épisode 17) : Jordan
- 1960 : Hotel de Paree (en) : Hard Luck for Sundance (saison 1 épisode 18) : Harry Holcombe
- 1960 : Johnny Ringo (en) : The Reno Brothers (saison 1 épisode 21) : Carter Scarrbro
- 1960 : Bourbon Street Beat (en) : Neon Nightmare (saison 1 épisode 24) : Billy Bob Tate
- 1960 : The Man from Blackhawk (en) : The Sons of Don Antonio (saison 1 épisode 28) : Don Antonio
- 1960 : Shirley Temple's Storybook (en) : The Black Arrow (saison 2 épisode 10) : Sir Daniel Brackley
- 1960 : The Islanders (en) : Operation Dollar Sign (saison 1 épisode 5): Fazio
- 1960 : Sugarfoot : The Corsican (saison 3 épisode 16) : Jaubert
- 1960 : Have Gun - Will Travel : The Campaign of Billy Banjo (saison 3 épisode 36) : Billy Banjo Jones
- 1960 : 77 Sunset Strip : Who Killed Cock Robin? (saison 2 épisode 19) : Wilson James
- 1961 : Maverick : Dutchman's Gold (saison 4 épisode 19) : The Dutchman
- 1961 : Shirley Temple's Storybook (en) : The Terrible Clockman (saison 2 épisode 18) : The Burgomaster
- 1961 : Cheyenne : Duel at Judas Basin (saison 5 épisode 7) : Pike Hanson
- 1961 : Outlaws (en) : The Bill Doolin Story (saison 1 épisode 16) : Jones
- 1961 : Sugarfoot : Stranger in Town (saison 4 épisode 8) : Harry Bishop
- 1961 : Échec et mat : The Crimson Pool (saison 2 épisode 8) : Erik Nordstrom
- 1961 : Have Gun - Will Travel : The Kid (saison 5 épisode 15) : Moriarity
- 1962 : Target: The Corruptors (en) : A Man Is Waiting to Be Murdered (saison 1 épisode 15) : George Lane
- 1962 : Cain's Hundred (en) : The Manipulator: Raymond Cruz (saison 1 épisode 18) : Raymond Cruz
- 1962 : Rawhide : A Woman's Place (saison 4 épisode 25) : Prof. Daniel Pearson
- 1962 : 77 Sunset Strip : The Raiders (saison 5 épisode 4) : Dutch Howard
- 1962 : Sur le pont, la marine ! : Who Do the Voodoo (saison 1 épisode 7) : Pali Urulu
- 1962 : Perry Mason : The Case of the Capricious Corpse (saison 6 épisode 2) : George Gage
- 1963 : La route des rodéos (en) : A Cry from the Mountain (saison 1 épisode 16) : Mikla Szradna
- 1963 : La Quatrième Dimension : La Vallée de l'ombre (saison 4 épisode 3) : Connolly
- 1963 : Le Virginien : The Final Hour (saison 1 épisode 30) : Antek Wolski
- 1963 : Grindl (en) : Grindl, Counterspy (saison 1 épisode 2) : Conrad
- 1963 : Bob Hope Presents the Chrysler Theatre (en) : The Fifth Passenger (saison 1 épisode 8) : Captain Gustavesen
- 1963 : Sur le pont, la marine ! : Instant Democracy (saison 1 épisode 29) : Urulu
- 1963 : Sur le pont, la marine ! : McHale's Millions (saison 1 épisode 33) : Urulu
- 1963 : Sur le pont, la marine ! : The Creature from McHale's Lagoon (saison 2 épisode 16) : Urulu
- 1964 : Sur le pont, la marine ! : The Balloon Goes Up (saison 2 épisode 18) : Urulu
- 1964 : Sur le pont, la marine ! : Urulu's Paradise West (saison 2 épisode 22) : Urulu
- 1964 : Les Aventuriers du Far West : The Lucky Cow (saison 13 épisode 2) : Chef Piotoot
- 1964 : Perry Mason : The Case of the Garrulous Go-Between (saison 7 épisode 22) : Victor Bundy
- 1964 : Perry Mason : The Case of the Betrayed Bride (saison 8 épisode 5) : Roger Brody
- 1964 : Voyage au fond des mers : Le Rayon magnétique (The Magnus Beam) (saison 1 épisode 11) : Abdul Azziz
- 1964 : Des agents très spéciaux : The Terbuf Affair (saison 1 épisode 14) : Emil
- 1965 : Harris Against the World : Harris Against Anniversary Gifts (saison 1 épisode 13) : Cabbie
- 1965 : Daniel Boone : The Sound of Fear (saison 1 épisode 18) : Savate
- 1965 : Combat ! : Evasion (saison 4 épisode 6) : Kopke
- 1965 : Gunsmoke : Bank Baby (saison 10 épisode 26) : Bert
- 1966 : Insight : Why Sparrows Fall : Ratner
- 1966 : The Monkees : The Spy Who Came In from the Cool (saison 1 épisode 5) : Boris
- 1966 : Papa Schultz : Rivalités (The Battle of Stalag 13) (saison 2 épisode 5) : Général von Kattenhorn
- 1966 : F Troop : Yellow Bird (saison 2 épisode 7) : Gideon D. Jeffries
- 1966 : Des agents très spéciaux : Poésie, poésie (The Come with Me to the Casbah Affair) (saison 3 épisode 9) : Colonel Hamid
- 1966 : Le Frelon vert : Échéance : mort (Deadline for Death) (saison 1 épisode 12) : Tubbs
- 1966 : Laredo : Limit of the Law Larkin (saison 1 épisode 19) : Ike Macallam
- 1967 : Laredo : Hey Diddle Diddle (saison 2 épisode 21) : Morgan
- 1967 : CBS Playhouse (en) : Do Not Go Gentle Into That Good Night (saison 1 épisode 2) : Slocum
- 1967 : Commando Garrison : Thieves Holiday (saison 1 épisode 10) : Etienne
- 1967 : Ma sorcière bien-aimée : En ce temps-là (Samantha's Thanksgiving to remember) (saison 4 épisode 12) : Phineas
- 1967 : Tarzan : The Day the Earth Trembled (saison 1 épisode 18) : Joppo
- 1968 : Tarzan : Jungle Ransom (saison 2 épisode 21) : Captain
- 1968 : Judd for the Defense (en) : My Client, the Fool (saison 2 épisode 9) : John Morgan
- 1969 : Au pays des géants : Génie À L’œuvre (Genius At Work) (saison 1 épisode 21) : Zurpin
- 1972 : Un shérif à New York : The Barefoot Stewardess Caper (saison 3 épisode 2) : Inspecteur Lelouch
- 1974 : Columbo : Édition tragique : Jeffrey Neal
- 1974 : Apple's Way (en) : The Pen Pal (saison 1 épisode 10) : Stavros
- 1974 : Docteur Marcus Welby : The Faith of Childish Things (saison 6 épisode 2) : Dr Crayler
- 1974 : Hawaï police d'État : Le Versement (Steal Now -- Pay Later) (saison 7 épisode 4) : Portman
- 1974 : Sierra (en) : The Poachers (saison 1 épisode 4) : Mikhail
- 1974 : La Famille des collines : The System (saison 3 épisode 7) : Victor Povich
- 1975 : Kung Fu : Le Point de départ (Full Circle) (saison 3 épisode 24) : Frenchie
- 1975 : Gunsmoke : The Sharecroppers (saison 20 épisode 24) : Linder Hogue
- 1975 : La Côte sauvage : An Iron-Clad Plan (saison 1 épisode 9) : Roszack
- 1976 : Jigsaw John : Dry Ice (saison 1 épisode 5) : Charles Bouchard
- 1976 : Sur la piste des Cheyennes : Seventy-Two Hours (saison 1 épisode 5) : Mayor
- 1976 : Switch : Chantage à la bombe (saison 1 épisode 15) : Earl Harper
- 1977 : Delvecchio : Bad Shoot (saison 1 épisode 15) : Tony Keyoe
- 1977 : Switch : Eden's Gate (saison 2 épisode 20) : Adam Hayward
- 1978 : Switch : Stolen Islan (saison 3 épisode 16) : Arthur Cummings
- 1978 : Project U.F.O. (en) : Sighting 4009: The French Incident (saison 1 épisode 9) : Marchand
- 1978 : Starsky et Hutch : Noblesse désoblige (Dandruff) (saison 4 épisode 8) : Davidowsky
- 1978 : David Cassidy - Man Undercover (en) : Firestorm (saison 1 épisode 7) : Garibaldi
- 1980 : Pour l'amour du risque : Trop de cuisiniers (Too Many Cooks Are Murder) (saison 1 épisode 22) : Maurice Simone
- 1981 : CBS Library : A Tale of Four Wishes (saison 2 épisode 2)
- 1984 : Les Enquêtes de Remington Steele : Une belle petite ville (Small Town Steele) (saison 2 épisode 16) : Professeur Arthur Thickett
- 1984 : Les Routes du paradis : L'Hôtel des rêves (saison 1 épisode 12) : Clinton Rudd

#### Téléfilms
- 1966 : Good Old Days de Howard Morris : Soc
- 1967 : Johnny Belinda (en)  de Paul Bogart: Pacquet
- 1970 : Black Water Gold (en) de Alan Landsburg (en) : Kefalos
- 1974 : The Lady's Not for Burning de Joseph Hardy : Tappercoom
- 1978 : The Two-Five de Bruce Kessler : Pierre Menoir
- 1980 : Power de Barry Shear et Virgil W. Vogel : Robins
- 1982 : Drop-Out Father de Don Taylor : Dr Simon
- 1983 : September Gun (it) de Don Taylor : Père Jérôme